# Jean Meyer
Jean Meyer (Riken, 8 de julho de 1855 - Béziers, 13 de abril de 1931) foi um filósofo, escritor, pesquisador e filantropo suíço. Foi uma das mais destacadas figuras do espiritismo no início do século XX.

## Biografia
Jean Meyer nasceu na pequena comunidade de Riken, que mais tarde se fundiu com o vilarejo vizinho Balzenwil, formando o que hoje é a cidade de Murgenthal, região central da Suíça, filho de Jean Jacques Meyer e de Elisabeth Leher. Desde o berço, foi favorecido pelos recursos financeiros de sua família e então pôde dedicar-se sem maiores preocupações aos estudos.
Segundo o seu registro de óbito, ele foi casado com a Sra. Adèle Blanche Rouville e se ocupava profissionalmente como comerciante de vinhos.
Possuidor de fortuna material, tornou-se espírita após a leitura das obras de Allan Kardec e Léon Denis, dedicando-se, a partir de então, à sua divulgação.
De 1916 a 1931, ano de seu falecimento, foi o diretor-proprietário da "Revue Spirite", periódico fundado por Allan Kardec. Em 1917, fundou, em sua própria residência, a Vila Valrose, em Paris, a União Espírita Francesa, junto com Gabriel Delanne e Léon Denis. Para além de ter sido membro de numerosas entidades científicas quer na França quer em outros países, foi:
- Vice-presidente da Casa dos Espíritas, na mesma cidade;
- Membro da Sociedade de Estudos Metapsíquicos e do
- Institut Métapsychique International, instituição reconhecida como de "utilidade pública" pelo governo francês, onde se dedicou a estudos dos fenómenos psíquicos junto com Gustave Geley;
- Vice-presidente do "Congresso Espírita Internacional de Haia";
- Vice-presidente da Federação Espírita Internacional, quando esta manteve a sua sede em Paris;
- Vice-presidente da Comissão Executiva do Congresso Espírita Internacional, realizado em Paris de 6 a 13 de setembro de 1915.

Dedicou-se ao estudo do aspecto filosófico e científico da Doutrina Espírita, atendendo ainda à sua parte filantrópica, tendo amparado financeiramente várias instituições assistenciais, dentre elas uma obra erguida em Lyon, pelas senhoras Stephen e Dayt. Financiou a divulgação do Espiritismo através das "Edições Meyer", e a manutenção de instituições como a "União Espírita Francesa".